# O Homem Que Virou Suco
O homem que virou suco é um filme brasileiro de 1981 dirigido por João Batista de Andrade. Em novembro de 2015 o filme entrou na lista feita pela Associação Brasileira de Críticos de Cinema (Abraccine) dos 100 melhores filmes brasileiros de todos os tempos.

## Sinopse
Deraldo, um poeta popular nordestino, chega a São Paulo, em busca de melhores condições de vida, e buscando viver de sua arte. Com seus folhetos de cordel, ele busca espaço na cidade grande, mas acaba sendo confundido com Severino, um ex-operário que está foragido da polícia por matar o patrão.
A partir dessa confusão de identidades, Deraldo é envolvido em uma trama de perseguição, injustiça e violência. Ele se vê obrigado a enfrentar o preconceito, a exploração dos imigrantes nordestinos e o sistema opressor da cidade grande, que transforma indivíduos em peças descartáveis.

## Roteiro
A história mitológica que é narrada no filme tem um “quê” autobiográfico documentado. O diretor João Batista de Andrade, nasceu em Minas Gerais e sentiu as dificuldades de se adaptar à cidade grande e perdeu-se de suas origens, quando se mudou para a capital paulista (mesmo o que ocorre com o Deraldo).
Sequência da sucessão histórica dos acontecimentos
O argumento inicial do filme era bem diferente da versão final de 1981. A primeira versão do argumento escrita se chamava “O bode expiatório” de 1971, que acabou se tornando com o tempo o roteiro de O Homem Que Virou Suco. Nessa versão mais antiga conta com o personagem principal Severino, um nordestino perdido na cidade grande. Porém, nessa ideia inicial seguia a tradição cômica do cinema mudo de utilizar-se criativamente do humor físico. 
Além disso, em 1974 João Batista de Andrade escreveu um folheto de cordel que em versos discute a imigração e as dificuldades que a rodeiam. As mazelas de deixar sua terra, sua família, seu povo e amigos em busca de uma vida um pouco melhor ou com mais oportunidades de trabalho. Porém, encontra a fome, miséria e a falta de garantia de qualidade de vida.
Entretanto, em 1979 João Batista de Andrade finaliza o roteiro do longa-metragem. Em comparação ao primeiro argumento de 71, as greves do ABC paulista, que Andrade documentou nesse mesmo ano, influenciaram muito e trouxeram uma maior politização da história. A versão final consegue colocar o tema da migração veementemente com o momento político da época das filmagens, que tiveram seu início em 1979. 
Em 1980, ocorreu o lançamento comercial de O Homem Que Virou Suco. Logo após o lançamento do longa, não foi um grande sucesso nas salas de cinema. Pois houve uma dificuldade, em primeira instância, do público de um modo geral, não identificar o cartaz.  Fugia dos padrões mais conhecidos pela maioria, não era pornochanchada, nem comédia, nem filme estadunidense, os mais consumidos pelo grande público na época. Porém, assim que o filme saiu de cartaz e ganhou o festival de Moscou em 1981, houve uma repercussão fantástica. Era o festival do mundo socialista, então após o prêmio, muitas pessoas comentaram sobre e o filme retornou aos cartazes na distribuição em 16mm, que ficou muito mais tempo. Além do movimento cineclubista, que soube distribuir o filme entre diversos grupos.
A força que a obra cinematográfica tomou foi muito alta e superou o tradicional limite de exibição em salas de cinema e se propagou por todo país, via cineclubes e movimentos da sociedade civil. Essa inovação para assistir filmes teve seu início como uma tentativa de superar o oligopólio da distribuição de filmes nas salas de cinema no Brasil, que em sua maioria eram marcadas por uma exclusão do cinema brasileiro de apelo popular.
Batista não se submetia às regras do mercado e acreditava que um filme diferenciado poderia e deveria encontrar seu próprio mercado, como é o caso de O Homem Que Virou Suco, pois se tornou um sucesso no circuito tradicional e alternativo.
Esse sucesso entre os diversos públicos foi importante devido a movimento do Cinema de Rua, do qual o diretor brasileiro participou por ter realizado outros filmes temáticos sobre a segurança no trabalho, questão dos migrantes, questão do transporte, do movimento operário, como “GREVE”, outro filme do mesmo realizador, etc. 
Atualmente, O Homem Que Virou Suco é um dos filmes mais utilizados por professores para discutir a questão da migração nordestina na década de 1970 e 80. Pois retrata essa triste realidade do imigrante e as dificuldades que são encontradas ao longo do caminho.
Visão do realizador
A situação ficcional do filme é para tratar de temas da realidade como os imigrantes do mundo, do trabalho, da identidade cultural, do massacre cultural, da perda da identidade, da sub cidadania. É metafórico como quando Deraldo é confundido pelo assassino Severino por todos, principalmente pelo policial que quer o prender e não importa a diferença entre os nomes, fala que “é tudo Silva igual”. Essa fala denuncia a visão estereotipada da sociedade que massacra a identidade individual de cada ser. Nessa perspectiva, João Batista de Andrade cria um personagem anarquista, que é absolutamente rebelde e livre de qualquer controle ideológico de qualquer linha política, que vive apenas um desejo de viver puramente da poesia.
Escolha do ator José Dumont para o papel de Deraldo/Severino
Andrade escolheu o ator José Dumont ao assistir o filme “Gaijin, os caminhos da liberdade”, que foi exibido enquanto Andrade foi jurado no Festival de Gramado em 1979. Durante as gravações do filme, o ator foi morar na casa do diretor em São Paulo e no seu processo de construção do personagem ele acordava o anfitrião para conversar sobre como dar a vida à Deraldo.

## Produção
Enquanto produção, João Batista de Andrade e sua equipe encontraram algumas dificuldades, especialmente com as locações. Por exemplo, o pedido para gravar as cenas no metrô (quando Deraldo vai trabalhar para a nova construtora) foi negado de primeira. Assim, no segundo pedido, Andrade entregou um atestado ideológico do personagem. O diretor escreveu uma análise sobre Deraldo ser a representação de uma pessoa comum, que deseja trabalhar para se tornar uma pessoa boa e não um bandido. Dessa forma, foi liberado a gravação. 
Para gravar a cena inicial na FIESP (quando Severino assassina o patrão da indústria que ele trabalha, ao ganhar o prêmio de melhor funcionário), Batista não contou a história toda que envolvia aquela sequência de fatos. Enviou à coordenação apenas uma sinopse, comunicando que seria preciso gravar o Zé Dumont na festa recebendo um prêmio e cortaram assim que o ator levanta a mão em direção ao patrão. A partir disso, quando a festa acabou, a equipe do filme esperou todos irem embora e gravaram assim a peixeira cravando no peito do patrão. Apesar disso, a FIESP nunca reclamou do filme. 
O pequeno audiovisual “O herói ridículo”, que aparece no filme quando o Deraldo vai trabalhar no metrô, é uma referência inspirada em uma exibição que o diretor assistiu quando foi para a construtora “Camargo Corrêa”. Pediu para que eles apresentassem de que modo eles preparam as pessoas que buscavam emprego na construtora. Era uma maneira de colocar aqueles imigrantes na nova realidade paulista, no mundo das inovações industriais modernas, que ridicularizava a cultura nordestina. Muito chocado, João Batista pediu para a empresa ceder a ele aquele audiovisual, porém o pedido foi negado. 
Para a cena de pesadelo do Deraldo, que o personagem está vestido de cangaceiro andando pelas ruas de São Paulo, Andrade apenas colocou Zé Dumont na esquina da Ipiranga com a São João, sem nenhum figurante. Apenas pessoas reais, que passavam e caçoavam daquele momento.

## Elenco
- José Dumont .... Deraldo/Severino
- Aldo Bueno
- Rafael de Carvalho
- Ruthinéa de Moraes
- Denoy de Oliveira
- Dominguinhos
- Ruth Escobar
- Vital Farias
- Barros Freire
- Célia Maracajá .... Maria
- Renato Master
- Luiz Alberto Pereira
- Pedro Sertanejo

## Premiações
Festival Internacional de Moscou (1981)
- Recebeu a Medalha de Ouro (Melhor Filme)

Festival de Gramado (1981)
- Venceu nas categorias de Melhor Roteiro, Melhor Ator, Melhor Ator Codjuvante.

Festival de Brasília (1980)
- Venceu na categoria de Melhor Ator.

Festival Internacional de Huelva (1981) (Espanha)
- Venceu na categoria de Melhor Ator.

Juventude Soviética - Moscou (1981)
- Recebeu o Prêmio Mérito Humanitário.

Festival de Nevers (1983)
- Venceu nas categorias de Melhor Filme e Prêmio da Crítica.

### Outros prêmios
- Prêmio Qualidade Concine (1983) (Brasil)
- Prêmio São Saruê, concedido pela Federação dos Cineclubes do Rio de Janeiro (1983)[carece de fontes?]